# Resolutie 422 Veiligheidsraad Verenigde Naties
Resolutie 422 van de Veiligheidsraad van de Verenigde Naties werd met veertien stemmen tegen geen aangenomen op 15 december 1977. China nam niet deel aan de stemming.

## Achtergrond
Na het uitbreken van geweld op Cyprus in 1964 stationeerden de VN de UNFICYP-vredesmacht op het eiland. Jaren later waren de spanningen tussen de twee bevolkingsgroepen net als de vredesmacht nog steeds aanwezig.

## Inhoud
De Veiligheidsraad:
- Merkt uit het rapport van de Secretaris-Generaal dat het behoud van de VN-vredesmacht in Cyprus noodzakelijk is.
- Merkt ook dat de bewegingsvrijheid van de vredesmacht nog steeds beperkt is in het noorden van het eiland.
- Merkt verder het standpunt van de Secretaris-Generaal dat onderhandeling de beste hoop op een oplossing geven.
- Merkt op dat, dankzij de inspanningen van de Secretaris-Generaal en de vredesmacht, de veiligheidssituatie relatief verbeterd is, maar dat die ontwikkeling de onderliggende spanningen nog niet heeft verlicht.
- Merkt ook het rapport over de vergadering op hoog niveau op en benadrukt de nood om zich aan bereikte overeenkomsten te houden.
- Merkt verder de overeenstemming onder de partijen om de vredesmacht zes maanden langer te behouden.
- Merkt op dat de Cypriotische overheid akkoord is om de vredesmacht na 15 december te behouden.

1. Herbevestigt resolutie 186 (1964).
2. Herbevestigt nogmaals resolutie 365.
3. Dringt er bij de betrokkenen op aan zich terughoudend op te stellen, niets te doen dat de onderhandelingen kan ondermijnen en zich vastbesloten te blijven inspannen om de doelstellingen van de Veiligheidsraad te behalen.
4. Verlengt de VN-vredesmacht in Cyprus nogmaals tot 15 juni 1978.
5. Doet een oproep aan alle betrokkenen om samen te werken met de vredesmacht.
6. Vraagt de Secretaris-Generaal zijn missie voort te zetten, de Veiligheidsraad op de hoogte te houden en tegen 31 mei 1978 te rapporteren.

## Verwante resoluties
- Resolutie 410 Veiligheidsraad Verenigde Naties
- Resolutie 414 Veiligheidsraad Verenigde Naties
- Resolutie 430 Veiligheidsraad Verenigde Naties
- Resolutie 440 Veiligheidsraad Verenigde Naties

Lijst ·  403 ·  404 ·  405 ·  406 ·  407 ·  408 ·  409 ·  410 ·  411 ·  412 ·  413 ·  414 ·  415 ·  416 ·  417 ·  418 ·  419 ·  420 ·  421 ·  422